# باس بیتینیا
باس (یونانی: Βᾶς; c. ۳۹۷ BC – ۳۲۶)اولین حاکم مستقل بیتینیا بود. او بمدت پنجاه سال حکومت کرد، از ۳۷۶ تا ۳۲۶ پیش از میلاد.

## زندگی
باس جانشین پدرش بوتیراس شد و جانشین او هم فرزنش زیپویتس یکم بیتینا بود.
باس کلاینتوس یکی از ژنرال های اسکندر را شکست داد و بیتینیا به یک سرزمین مستقل تبدیل کرد.

### یادداشت ها
1. ↑  Memnon, History of Heracleia, 12